# Hugues III d'Amiens
Hugues de Boves ou Hugues d'Amiens (Hugo Ambianensis) (mort le 11 novembre 1164), célèbre théologien français, fut archevêque de Rouen.

## Biographie

### Début de carrière
Hugues est issu de la maison de Boves, comtes d'Amiens (d'où est issu son homonyme, le chevalier de Boves, qui fut vaincu à Bouvines), oncle de Matthieu d'Albano.
Il a étudié à Laon dans l'école de Anselme, et devient moine de Cluny. Il est fait en 1115 prieur de Saint-Martial de Limoges. La même année, il est celui de Saint-Pancrace de Lewes. Il devint en 1123 le premier abbé de l'abbaye de Reading (diocèse de Salisbury),,.

### Accès à l'archevêché
Lors d'un voyage à l'étranger en 1129, il est élu à l'archevêché de Rouen et consacré 14 septembre 1130 par Richard de Douvres, évêque de Bayeux. À cette époque, il érige l'Abbaye Saint-Martin d'Auchy à Aumale. Dans sa province, il a essayé en vain de mettre les abbés puissants sous son contrôle. Il soutient le pape Innocent II contre Anaclet II, reçoit Innocent à Rouen les 9, 10 et 11 mai 1131, en compagnie de Bernard de Clairvaux, et le rejoint au concile de Reims dans la même année, qui voit l'excommunication d'Anaclet II, et lui apporte des lettres dans lesquelles le roi d'Angleterre l'a reconnu comme pape légitime. Il obtient du pape une bulle datée du 6 octobre 1131 qui confirme les biens de la cathédrale y compris Aumale et les châteaux de Tosny et d'Ailly-sur-Somme.
Henri Ier prend le parti des abbés dans leur lutte avec Hugues, et il est maintenant plus irrité par le refus de consacrer Richard († 1142), évêque de Bayeux, fils naturel du comte de Gloucester, en raison de sa naissance illégitime. Cette difficulté a été surmontée grâce à une dispense spéciale du pape, mais Hugues juge prudent d'aller au Concile de Pise (1135), et de rester en Italie un certain temps où il officie comme légat du pape. Il est rappelé  par le murmure de la noblesse de sa province et les plaintes personnelles du roi Henri, et revient en 1135, selon une lettre conservée dans l'Historia Novella de Guillaume de Malmesbury, assister le roi sur son lit de mort. Il est de retour à Rouen en 1136.
Partisan d'Étienne d'Angleterre, il passe beaucoup de temps en Angleterre pendant la guerre civile. Début 1137, Étienne va en Normandie, et échoue à capturer le demi-frère de Mathilde, Robert, comte de Gloucester. C'est par l'intervention d'Hugues que le différend entre le roi et les évêques en ce qui concerne la garde des châteaux a été réglée au conseil d'Oxford en 1139, qu'Henri de Blois avait convoqué. Hugues réconcilie le comte de Gloucester et le comte de Boulogne. Sans le soutien du roi aux abbés rebelles de la province, il est en mesure d'appliquer la décision du concile de Reims, et d'exiger un serment d'obéissance, parmi lesquels se trouve Thibaut du Bec, nouvel abbé du Bec et futur archevêque de Cantorbéry.

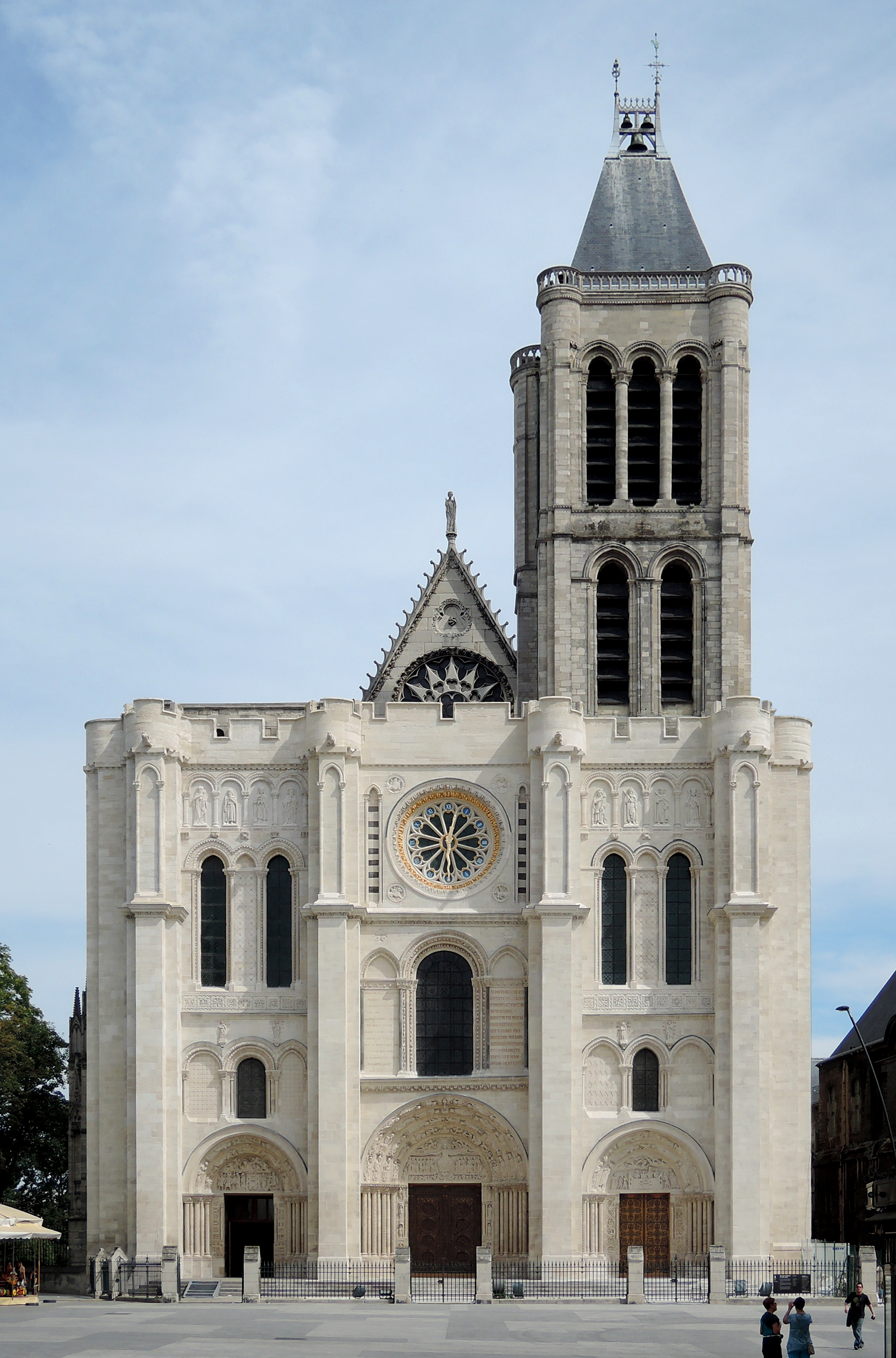
Façade de la basilique de Saint-Denis

Hugues d'Amiens entretient des liens avec Suger, abbé de Saint-Denis et participe activement aux cérémonies lors de la construction de l'abbatiale Saint-Denis. Il consacre en 1140 l'abbatiale avec les évêques Pierre de Senlis et Eudes de Beauvais et dédicace l'oratoire Saint-Romain dans le bloc-façade. En 1144, il assiste à la consécration de l'autel de la Vierge dans la chapelle axiale de l'abbatiale et participe à l'ouverture des châsses des martyrs.
Au cours de son archiépiscopat, Hugues favorise l'implantation d'ordres monastiques nouveaux: chanoines réguliers, Templiers, Cisterciens et Prémontrés. Mais il confirme les biens des établissements existants pour apaiser les conflits qui pourrait surgir.
En 1147, Hugues prend part à la controverse avec Gilbert de la Porrée. En 1150, Henri (futur Henri II), fils de Geoffroy Plantagenêt, commence à régner en Normandie. Hugues trouve en lui un fervent défenseur.

### Mort et sépulture

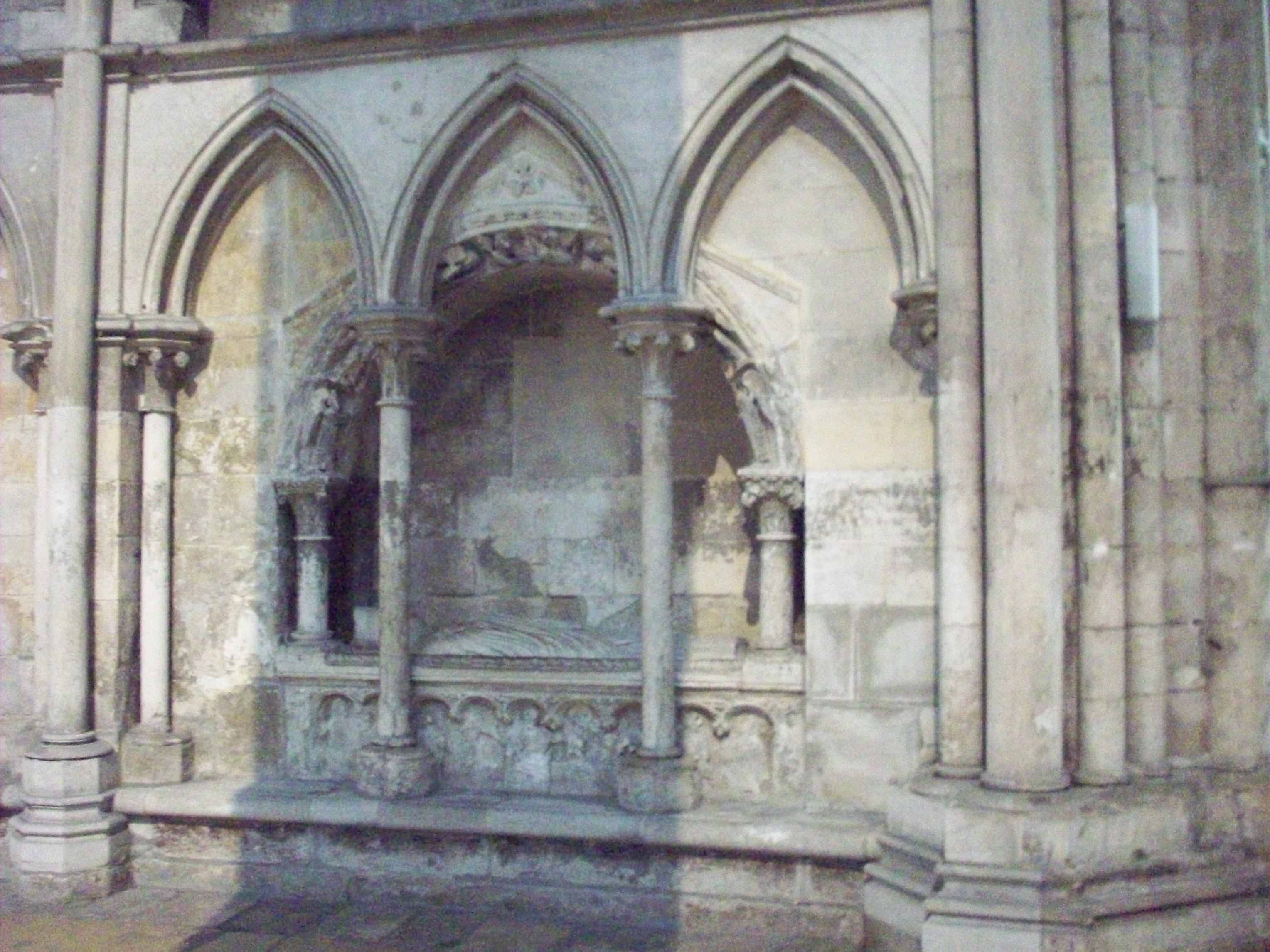
Tombeau d'Hugues d'Amiens

Il meurt le 11 novembre 1164, et il est enterré dans la cathédrale de Rouen, où il y a une épitaphe composée par Arnoul de Lisieux.
Son tombeau à gisant, prend vraisemblablement d'abord place dans la première chapelle au nord du chœur, la chapelle Saint-Pierre-et-Saint-Paul de la cathédrale romane, puis démonté lors de la démolition du chœur roman. Il est remonté et encastré derrière les arcatures du soubassement du déambulatoire, du côté nord de la chapelle de la Vierge pour servir de sépulture à l'archevêque Maurice, qui acheva le chœur et le déambulatoire gothique. Sa réutilisation fait que son identification n'a été permise qu'en 1912 par Maurice Allinne.
Le socle qui supporte le gisant est décoré d'arcatures abritant une série de personnages assis. Disposé à l'origine contre la muraille et visible sur trois faces, son insertion dans la paroi a fait disparaître les quatre personnages sculptés des côtés et ne laisse aujourd'hui visible la figure du Christ au centre entouré de huit apôtres.
Le gisant est disposé les bras croisés et tient sa crosse dans sa main droite. Vêtu des ornements sacerdotaux, il est orné de sa mitre ornée de galons qui laisse visible les cheveux sur les oreilles. Il porte des gants et l'anneau pastoral sur le majeur de sa main droite. Il est revêtu d'un pallium dont dépassent la chasuble et l'aube.
Il repose sous un arc en bâtière, supporté par quatre colonnettes. L'arcade, ornée d'une frise ciselée présentant des traces de polychromie, est complétée par six anges avec au centre deux anges portant sous la forme d'un enfant nu dans un linceul l'âme du défunt.
De style roman, c'est le plus ancien gisant sculpté de la cathédrale aujourd'hui recensé.

## Ses ouvrages
- 1. Dialogi de Summo Bono, sept livres de dialogues, dont six ont été composés quand il était à Reading, et révisé, avec l'ajout d'un septième, à Rouen.
- 2. De Heresibus sui Temporis, trois livres sur l'Église et ses ministres, à l'encontre de certaines hérésies en Bretagne. Ils sont dédiés au cardinal Albéric d'Ostie et rédigé en 1147[11]..
- 3. In Laudem Memoriæ and De Fide Catholica et Oratione Dominica.
- 4. De Creatione Rerum, or the Hexameron. Le manuscrit de cet ouvrage est passé par Clairvaux puis par la bibliothèque de Troyes (f. 423).
- 5. Vita Sancti Adjutoris, la vie du moine de Tiron.

## Sources
- (en) Cet article est partiellement ou en totalité issu de l’article de Wikipédia en anglais intitulé « Hugh of Amiens » (voir la liste des auteurs).
- Alfred Franklin, Dictionnaire des noms, surnoms et pseudonymes latins de l'histoire littéraire du Moyen Age (1100 à 1530), Paris, Firmin-Didot et Cie, 1875